# المنسي (قصص مصورة)
المنسي (المعروف أيضاً باسم البطل و جلجامش)، هو بطل خارق خيالي يظهر في الكتب المصورة الأمريكية التي تنشرها مارفل كوميكس. وهو عضو في العرق الخفي شبه الخالد المعروف باسم "الأبديين". تم إنشاء المنسي من قبل جاك كيربي، ظهر للمرة الأولى في الأبدي.

## السيرة الذاتية للشخصية الخيالية
خلال آلاف السنين من النشاط، استخدم المغامر والمحارب المنسي أسماء مختلفة اختلطت مع العديد من أبطال الأساطير والخرافات، بما في ذلك هرقل وجلجامش. أصبح منبوذًا من زملائه الأبديين عندما أصدر حاكمهم، زيوس، مرسومًا بأنه كان فخورًا للغاية بمتوسطه في عالم الموتى وحصره في جزء من الأوليمبوس. في النهاية اقتنع بالخروج من المنفى ويذهب في رحلة إلى السفينة الأم للمضيف الرابع من السماوي لمساعدة الأبديين في المعركة ضد ديفيانتس بواسطة أبدي يدعى العفريت.
بعد هذه المعركة، أعيدت تسميته البطل من قبل الواحد فوق الجميع، رئيس السماويون، الذين خلقوا الأبديين والديفيانتس. بعدما خسر معركة مع ثور، ساعد البطل والأبديين الأخرين الثور في محاربة المضيفة من السماويين لمنعهم من تدمير البشرية. كما خاض البطل هرقل.
البطل في وقت لاحق أصبح يعرف باسم المنسي. ساعد الأبديين الآخرين في المعركة ضد غاور.
في وقت لاحق، عندما تم إفراغ عضوية المنتقمون، انضم إليهم المنسي لفترة من الزمن. أعاد تسمية نفسه جلجامش، وارتدى زي يشبه إخفاء الثور من السماء وذهب للعمل كمقاتل وحوش. ساعد المنتقمون في المعارك ضد الرجل المتنامي، ناني، صانع اليتامى، وشياطين ناستيره. شارك في معركة المنتقمون ضد الـسوبر نوفا، وساعدهم في محاربة يو-فوس. وكذلك ساعد المنتقمون في نضالهم ضد رجل الحمم، وأصيب بطريقة أو بأخرى بجروح خطيرة خلال المعركة.  تم جلب جلجامش إلى منزل الأبديين في أولمبوس، والتي كانت قد سقطت مؤقتًا في المنطقة السلبية، لتضميد جراحه. هناك، حارب بلاستار، الذي فكك مؤقتاً الأبديين الآخرين. جلجامش ترك المنتقمون في ذلك الوقت، حيث كان جوهره مرتبطًا بأولمبوس. في وقت لاحق تعافى من إصاباته، وهزم بغون الساحر، وبذلك اكتسب سمعة كبطل في الأرض الحديثة. وشوهد جلجامش فيما بعد بين الأناس الخارقين واختارته كيسمت كزميل محتمل.
عاد إلى قصر المنتقمون أثناء «العبور»، وهو تقاطع، فقط ليُقتل على يد نيوت، وهو عميل المسافر عبر الزمن إمورتوس، الذي كان في ذلك الوقت متنكراً في زي كانغ الفاتح. تبين لاحقاً بأن جلجامش على قيد الحياة، ويرتبط مرة أخرى مع زملائه الأبديين.

## القوى والقدرات
المنسي هو عضو في العرق الأبدي، ويمتلك عددًا من القدرات الفائقة فوق طاقة الإنسان العادي وتكون هذه القدرات مشتركة مع الأبديين. لكنه قام بتدريب البعض منها إلى أبعد من المعيار. في حين أن الحدود الدقيقة غير معروفة، فإن قوته الخارقة هائلة تجعله أقوى جسديًا من كل الأبديين المعروفين، باستثناء ثانوس. وقد أظهرت قوته لمنافسة ثور، وهرقل.
مثل جميع الأبديين، فإن المنسي خالٍ من الحقيقة. لم يكبر منذ بلوغه سن الرشد وهو محصن ضد جميع الأمراض المعروفة. جسمه هو أيضاً دائم للغاية ومقاومة للإصابة الجسدية. وهو قادر على تحمل الرصاصات عالية العيار، وينحدر من ارتفاعات كبيرة، وقوى ارتجاجية قوية، ودرجات حرارة متطرفة، وكل ذلك دون أن يصاب. ومع ذلك، فمن الممكن أن تجرحه من خلال تعطيل الانضباط العقلي الذي يحافظ على جسده. هذه القدرة تسمح له بالتحكم في كل جزيء في جسمه، وهذا بدوره يسمح له بتجديد أي نسيج تالف أو مدمر. ومع ذلك، إذا ما تم كسر انضباطه العقلي، فمن الممكن أن يصيبه أو يقتله بشكل دائم.
القدرات الأخرى التي يشترك فيها مع معظم الأبديين الأخرين تشمل القدرة على الطيران بسرعة كبيرة، حزم المشروع من قوة الارتجاج أو الحرارة من عينيه ويديه، والقدرة على التلاعب بالمادة. إلى أي درجة تم تطوير هذه الصلاحيات بالمقارنة مع غيره من الأبديين غير المعروفين، ولكن تم الإعلان عن أول أثنين كما يفترض أن يكون متوسط. لديه أيضًا حواسًا متطورة جدًا ساعدت في التعويض عن عمى سابق، مما مكنه من أن يكون صيادًا ومتعقباً ممتازًا.
يعتبر المنسي واحدًا من أكثر المحاربين اليدويين إنجازًا بين الأبديين. يمتلك قدرة المشاجرة الاستثنائية، مع معرفة معظم أساليب القتال اليدوي المعروفة في حضارات الأرض القديمة. في بعض الأحيان يرتدي درع معركة مجهول التكوين، وعادة ما يسلح نفسه بأسلحة يدوية بسيطة مثل الفأس والرمح، أو الهراوة.

## الشخصيات الأخرى
استخدمت شخصيات أخرى هوية إما جلجامش أو البطل. وتشمل هذه:
- المحارب الأبدي كان يسمى جلجامش في معاينة مارفل #12.
- جيمي روجرز أنشأ بطل لإنقاذه من الوحوش في الزهرة #17.

## الاستقبال
صنفت نيوساراما الشخصية، كجلجامش، ثاني أسوأ عضو في المنتقمون وعلقوا: «ما الذي تقوله؟ أنت لست معتادًا على جلجامش، البطل السومري القديم؟ ولماذا يرتدي هذا الرجل بقرة على رأسه؟ دعنا فقط نقول هناك سبب أن يسمى هذا الرجل بالـ» المنسي. «ربما في المرة القادمة يمكنك الحصول على ميثراس، أو على الأقل مردوخ».

## وصلات خارجية
- Forgotten One at marvel.com